# Director de escena
El director de escena (también llamado director teatral o director de teatro) es la persona responsable, en el ámbito de las artes escénicas (principalmente, el teatro y la ópera), de supervisar y dirigir la escenificación de una obra, unificando criterios y conductas de variados esfuerzos y aspectos de la producción, como los decorados, los vestuarios, los efectos especiales, la iluminación, los movimientos de los actores y en ocasiones incluso las coreografías, cuando estas no tienen ya un coreógrafo que se ocupe de ellas.
La función del director es asegurar la calidad y realización del producto teatral. El director trabaja con intérpretes que pueden ser actores, cantantes o bailarines y con el resto del equipo artístico, coordinando investigación, tramoya, diseñador de vestuario, utilería, diseño de iluminación, actuación, escenógrafo, regidor, diseño del sonido para la producción. El director puede también trabajar con el dramaturgo mientras se avanza. En el teatro contemporáneo, el director suele ser el visionario, tomando decisiones de los conceptos artísticos e interpretativos del texto.
Diferentes directores han ocupado distintos planos de autoridad y de responsabilidad, dependiendo de la estructura y filosofía de las compañías de teatro. Los directores utilizan una gran variedad de técnicas, filosofías, y niveles de colaboración.
El director, en posición para sí y para los otros, es algo relativamente innovador en la historia del teatro, con los primeros modelos a fines de 1800s, haciéndose cada vez más popular a principios del siglo XX. Antes de esto, los actores o los dramaturgos eran responsables de la presentación de la pieza, y coordinaban los esfuerzos. En cambio, aunque algunas producciones y grupos aún operan sin un director, este es considerado una figura vital en la creación de una presentación teatral.
Hasta la puesta en escena (con preestrenos antes de las audiencias regulares), el director de escena es generalmente considerado el máximo responsable. Luego, aparece el regidor, que se pone a cargo de todas las cuestiones esenciales.
El término francés regisseur se aplica en ocasiones también al regidor, aunque esto es más común en el ballet.

## El director en la historia del teatro
En la antigua Grecia, cuna del teatro europeo, el escritor era el principal responsable de la puesta en escena de sus obras. Los actores eran generalmente semiprofesionales, y el director supervisaba el montaje de las obras desde el proceso de escritura hasta su representación, a menudo actuando también en ellas, como hizo Esquilo por ejemplo. El autor-director también entrenaba al coro, a veces componía la música y supervisaba todos los aspectos de la producción. El hecho de que el director se llamara didaskalos, palabra griega que significa "maestro", indica que el trabajo de estos primeros directores combinaba la instrucción de sus intérpretes con la puesta en escena de su obra.

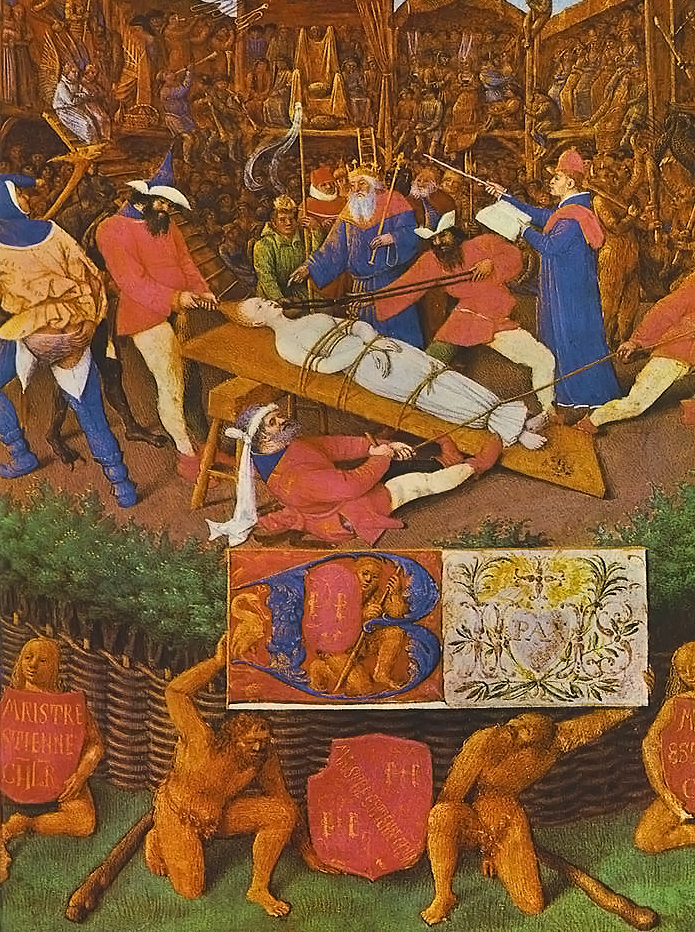
Jean Fouquet: El martirio de Santa Apolonia (1460), que representa la puesta en escena de una obra de misterio, dirigida por un director de teatro

En la época medieval, la complejidad del teatro religioso vernáculo, con sus obras de misterio a gran escala que a menudo incluían escenas de multitudes, procesiones y efectos elaborados, dio al papel de director (o director de escena o maestro de ceremonias) una importancia considerable. Una miniatura de Jean Fouquet de 1460 (en la imagen) contiene una de las primeras representaciones de un director en acción. Con un libro de instrucciones, el personaje central dirige, con la ayuda de un largo bastón, la puesta en escena de una dramatización del Martirio de Santa Apolonia. Según Fouquet, las tareas del director incluían la supervisión del montaje de un escenario y de la escenografía (en esta época no había estructuras teatrales permanentes y construidas a propósito, y las representaciones del drama vernáculo se llevaban a cabo sobre todo al aire libre), el reparto y la dirección de los actores (que incluía la imposición de multas a los que infringían las normas), y el hecho de dirigirse al público al principio de cada representación y después de cada intermedio.
Desde la época del Renacimiento hasta el siglo XIX, el papel de director solía recaer en el actor-director. Este solía ser un actor principal de una compañía que asumía la responsabilidad de elegir el repertorio de obras, ponerlas en escena y gestionar la compañía. Este era el caso, por ejemplo, de las compañías de Commedia dell'Arte y de actores-directores ingleses como Colley Cibber y David Garrick.

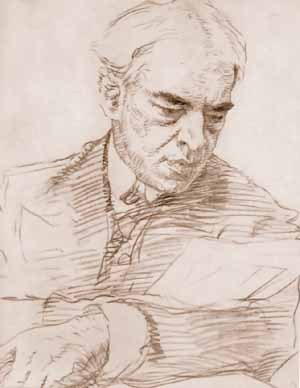
Un retrato de Constantin Stanislavski por Valentin Serov.

Puede decirse que el director de teatro moderno tiene su origen en la puesta en escena de los elaborados espectáculos de la compañía Meininger bajo el mando de Jorge II, duque de Saxe-Meiningen. La gestión de un gran número de figurantes y los complejos asuntos escénicos exigían que una persona asumiera el papel de coordinador general. Esto dio lugar al papel del director en el teatro moderno, y Alemania proporcionaría una plataforma para una generación de directores de teatro visionarios emergentes, como Erwin Piscator y Max Reinhardt. 
A esta transformación contribuyó también el actor, autor y director ruso Constantin Stanislavski, nacido en 1863, que propugnaba una nueva práctica teatral basada en el trabajo corporal y físico, el rechazo de la interpretación convencional y la atención a la situación psicológica de los personajes. Stanislavski crearía el Teatro de Arte de Moscú en Rusia y también emancipó el papel del director como visionario artístico.
Antoine, por su parte, quería que sus actores se alejaran de las viejas convenciones dramáticas y se acercaran a la naturalidad y el realismo.

Unos años después de haber creado la función artística del director de escena en el teatro, al abrir el «Théâtre Libre» y firmar allí sus primeros espectáculos, Antoine definió en 1903 la dirección de escena como una «tarea», dividida en dos partes: «una, enteramente material, es decir, la creación del decorado que sirve de marco a la acción, el dibujo y la agrupación de los personajes; la otra, inmaterial, es decir, la interpretación y el movimiento del diálogo». De este modo, dio durante mucho tiempo a la dirección de escena una dimensión creativa que superaba el ámbito de la técnica y los conocimientos a los que se había limitado hasta entonces. A partir de entonces, la dirección abarcó todos los ámbitos del teatro, desde el decorado y los actores hasta la interpretación del texto. Se iniciaba así lo que se conocería como la «era del director de escena», que definió en muchos aspectos el XX teatral, tanto en Francia como en Europa.
Catherine Naugrette.

El término francés regisseur también se utiliza a veces para referirse a un director de escena, más comúnmente en ballet. Un término más común para referirse al director de teatro en francés es metteur en scène.
Después de la Segunda Guerra Mundial, el actor-director empezó a desaparecer lentamente y la dirección se convirtió en una actividad artística de pleno derecho dentro de la profesión teatral. El director que origina la visión y el concepto artísticos, y realiza la puesta en escena de una producción, se convirtió en la norma y no en la excepción. Los grandes artífices de la emancipación de la dirección teatral como profesión fueron notables directores de teatro del siglo XX como Vladimir Nemirovich-Danchenko, Vsevolod Meyerhold,
Yevgeny Vakhtangov, Michael Chekhov, Yuri Lyubimov (Rusia), Orson Welles, Peter Brook, Peter Hall (Gran Bretaña), Bertolt Brecht (Alemania), Giorgio Strehler y Franco Zeffirelli (Italia).
Una nota de advertencia fue introducida por el afamado director Sir Tyrone Guthrie, quien dijo que "la única manera de aprender a dirigir una obra de teatro, es ... conseguir un grupo de actores lo suficientemente simple como para permitirte dirigirlos, y dirigir".
Entre las obras fundamentales sobre la dirección y los directores, se encuentran el libro de Toby Cole y Helen Krich de 1972 Directors on Directing: A Sourcebook of the Modern Theatre, de Toby Cole y Helen Krich, de 1972; el libro de Edward Braun The Director and the Stage: From Naturalism to Growtowski, de Edward Braun, y The Director in a Changing Theatre, de Will (1976).

## Visión creativa
La visión creativa es vital para el trabajo de un director de éxito. Sin algún tipo de unidad temática y estilística, una obra por lo demás excelente puede convertirse en una producción desastrosa: desordenada, confusa, sobrecargada. Es responsabilidad del director desarrollar y mantener una visión creativa, para asegurarse de que todos los implicados van en la misma dirección. Esto incluye al público, que necesita una narración sólida y clara para no perder el interés y dejar de interesarse.
A menudo, este proceso en el que el director determina su visión creativa comienza mucho antes de que haya un escenario, o una sala de ensayos, o incluso actores. Y a medida que la producción se va desarrollando, es su trabajo asegurarse de que esta visión no se vea comprometida. Las restricciones presupuestarias, las diferencias creativas, la falta de moral son amenazas para la visión del director y obstáculos que debe sortear. El director también establece la temperatura emocional y el clima creativo de la sala de ensayos. Como cabeza de la producción, predica con el ejemplo el comportamiento del reparto y los creativos. Si se comporta de forma poco profesional o muestra indiferencia, puede afectar al estado de ánimo y al rendimiento de toda la compañía.

## Estilos de dirección
La dirección es una forma de arte que ha crecido con el desarrollo de la teoría y la práctica teatral. Con la aparición de nuevas 
tendencias teatrales, también los directores han adoptado nuevas metodologías y se han comprometido con nuevas prácticas. La interpretación del drama, a finales del siglo XX, se ha convertido en un elemento central del trabajo del director. El relativismo y la teoría psicoanalítica influyeron en el trabajo de directores innovadores como Peter Brook, Ingmar Bergman, Peter Stein y Giorgio Strehler:)
Kimberly Senior, directora de Disgraced en Broadway, explica su papel como directora diciendo: "Consigo coger cosas que antes estaban en una dimensión y ponerlas en tres dimensiones usando mi imaginación e intelecto y mi habilidad con la gente"."
Una vez que un espectáculo se ha estrenado (estrenado ante el público habitual), se considera que los directores de teatro han cumplido su función. A partir de ese momento, director de escena queda a cargo de todas las cuestiones esenciales.

## Enseñanza de la dirección de teatro
Debido a la aparición relativamente tardía de la dirección teatral como profesión de las artes escénicas en comparación con, por ejemplo, la interpretación o la música, se observa un aumento de los programas de formación profesional en dirección sobre todo en la segunda mitad del siglo XX. Hoy en día, la mayoría de los países europeos cuentan con algún tipo de formación profesional en dirección, normalmente en escuelas de arte dramático o conservatorios, o en universidades. En Gran Bretaña, la tradición de que los directores teatrales surjan de los cursos de licenciatura (normalmente en literatura inglesa) de las universidades de Oxbridge ha hecho que durante mucho tiempo la formación profesional no se impartiera en escuelas de arte dramático o escuelas superiores de artes escénicas, aunque desde los años setenta y ochenta se observa un aumento de los programas de formación para directores teatrales.  En las universidades estadounidenses, el programa de dirección de la Escuela de Arte Dramático de Yale produjo una serie de directores pioneros con títulos de D.F.A. (Doctor en Bellas Artes) y M.F.A. en Arte Dramático (en lugar de Inglés) que contribuyeron a la expansión de los teatros profesionales residentes en las décadas de 1960 y 1970.  En sus inicios, estos programas solían desembocar en la puesta en escena de una gran producción de tesis en el tercer (último) año.  En la Universidad de California, Irvine, Keith Fowler (un D.F.A. de Yale y ex productor de dos compañías LORT) dirigió durante muchos años un programa de posgrado basado en la premisa de que los directores son autodidactas que necesitan tantas oportunidades de dirigir como sea posible.  Bajo la dirección de Fowler, los estudiantes de postgrado realizaban entre cinco y diez producciones durante sus tres años de residencia, y cada producción recibía críticas detalladas.
Como ocurre con muchas otras profesiones de las artes escénicas, los directores de teatro suelen aprender sus habilidades «en el trabajo»; para ello, los teatros emplean a menudo a ayudantes de dirección en prácticas o cuentan con programas de formación interna para formar a jóvenes directores de teatro. Algunos ejemplos son el Royal National Theatre de Londres, que organiza con frecuencia cursillos de dirección, o el Orange Tree Theatre y el Donmar Warehouse en el West End de Londres, que emplean a ayudantes de dirección residentes durante un año con fines de formación.